# Reilhac (Cantal)
Reilhac – miejscowość i gmina we Francji, w regionie Owernia-Rodan-Alpy, w departamencie Cantal.
Według danych na rok 1990 gminę zamieszkiwało 901 osób, a gęstość zaludnienia wynosiła 101 osób/km² (wśród 1310 gmin Owernii Reilhac plasuje się na 254. miejscu pod względem liczby ludności, natomiast pod względem powierzchni na miejscu 853.).